# Qui-Lim Choo
Qui-Lim Choo ist ein Virologe. Choo entdeckte 1989 Hepatitis C mit Michael Houghton, George Kuo und Daniel W. Bradley.
Choo studierte Biologie am Queen Elizabeth College und wurde 1980 am King’s College London promoviert.